# فرانك دانغلو
فرانك دانغلو هو شخصية أعمال كندي، ولد في 23 أبريل 1959 في تورونتو في كندا.

## وصلات خارجية
- فرانك دانغلو على موقع IMDb (الإنجليزية)
- فرانك دانغلو على موقع قاعدة بيانات الفيلم (الإنجليزية)